# Rad-Nationencup der Männer U23 2008
Der Rad-Nationencup der Männer U23 2008 war die 2. Austragung des Rad-Nationencups der Männer U23, einer seit der Saison 2007 stattfindenden Serie der wichtigsten Rennen im Straßenradsport für Männer U23.

## Rennen
| Datum              | Rennen                          | Sieger (Fahrer)    | Sieger (Nationen) | Führende Nation |
| ------------------ | ------------------------------- | ------------------ | ----------------- | --------------- |
| 28. – 30. März     | Grande Prémio de Portugal       | Vítor Rodrigues    | Portugal          | Portugal        |
| 12. April          | Flandern-Rundfahrt (Männer U23) | Gatis Smukulis     | Lettland          | Frankreich      |
| 16. April          | La Côte Picarde                 | Kristijan Koren    | Slowenien         | Portugal        |
| 19. April          | ZLM Tour                        | Jacopo Guarnieri   | Italien           | Portugal        |
| 26. April – 1. Mai | Giro delle Regioni              | Witalij Buz        | Ukraine           | Portugal        |
| 5. – 8. Juni       | Coupe des Nations Saguenay      | Thomas Vedel Kvist | Dänemark          | Portugal        |
| 5. – 14. September | Tour de l’Avenir                | Jan Bakelants      | Belgien           | Portugal        |

## Gesamtwertung
| Position | Nation      | Punkte |
| -------- | ----------- | ------ |
| 1        | Portugal    | 145    |
| 2        | Italien     | 107    |
| 3        | Frankreich  | 100    |
| 4        | Belgien     | 83     |
| 5        | Deutschland | 79     |
| 6        | Slowenien   | 70     |
| 7        | Dänemark    | 67     |
| 8        | Russland    | 67     |
| 9        | Australien  | 55     |
| 10       | Niederlande | 42     |
| …        | …           | …      |
| 21       | Luxemburg   | 17     |
| 22       | Schweiz     | 16     |